# Винтербург
Винтербург (нем. Winterburg) — община в Германии, в земле Рейнланд-Пфальц. 
Входит в состав района Бад-Кройцнах. Подчиняется управлению Бад Зобернхайм.  Население составляет 201 человек (на 31 декабря 2010 года). Занимает площадь 2,56 км².

## Население
| Год  | Численность | Численность |
| ---- | ----------- | ----------- |
| 1975 | 246         | [ 4 ]       |
| 2017 | 195         | [ 1 ]       |
| 2019 | 191         | [ 5 ]       |
| 2021 | 207         | [ 6 ]       |
| 2022 | 201         | [ 7 ]       |
| 2023 | 212         | [ 2 ]       |